# Hôtel de Ville (L’Île-Saint-Denis)

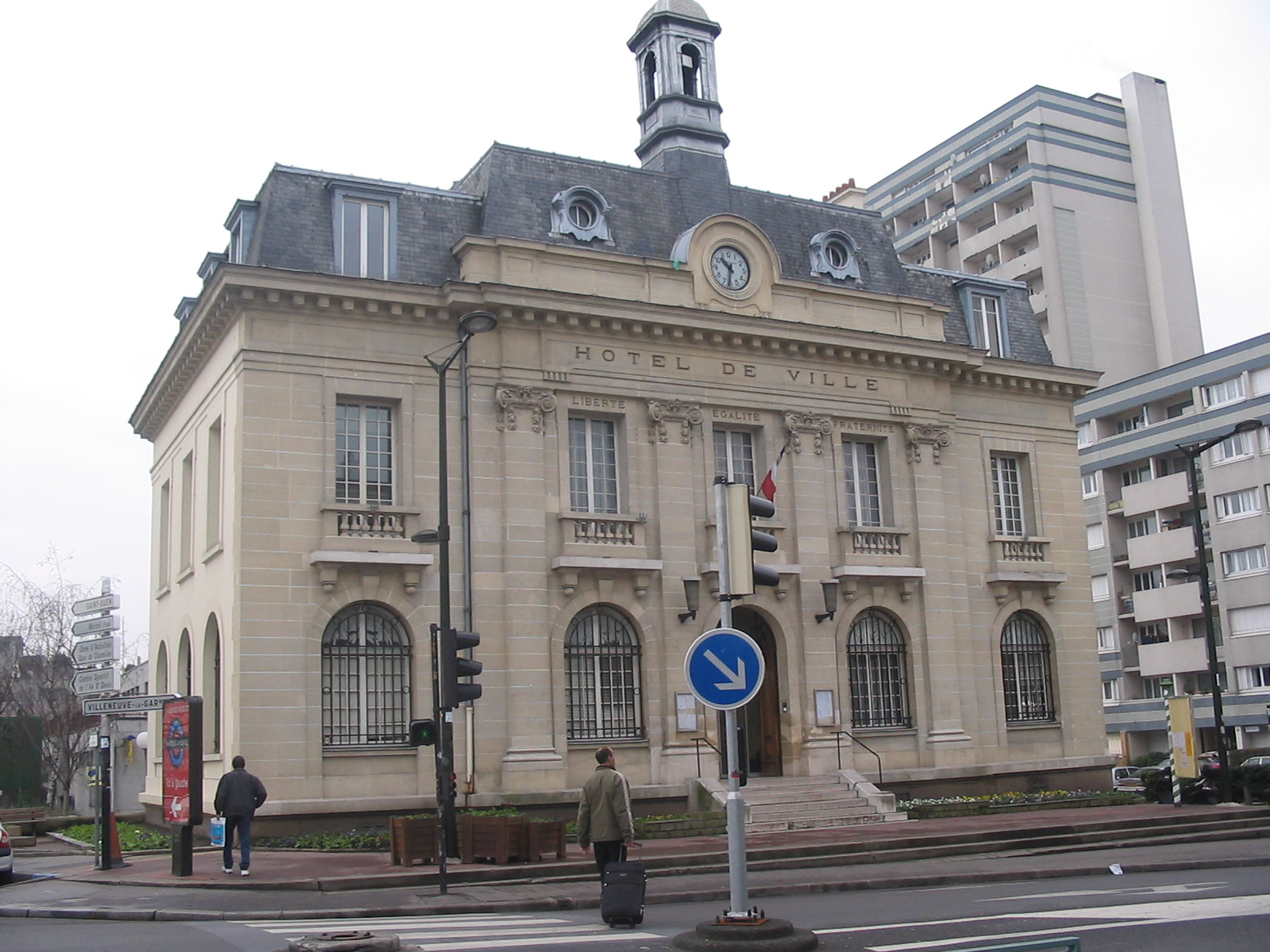
Hôtel de Ville in L’Île-Saint-Denis

Das Hôtel de Ville (deutsch Rathaus) in L’Île-Saint-Denis, einer französischen Stadt im Département Seine-Saint-Denis in der Region Île-de-France, wurde von 1913 bis 1918 errichtet. Das Hôtel de Ville steht an der Rue Méchin.
Da die Stadt einen ständigen Bevölkerungszuwachs hatte, war der Neubau für die größere Verwaltung notwendig geworden. Das repräsentative Gebäude mit fünf zu drei Fensterachsen besitzt einen Dachreiter, der von einer Laterne bekrönt wird. Darunter ist eine Uhr angebracht. Der Zugang erfolgt über eine Freitreppe an der Straßenseite.